# Pouilly-sur-Meuse
Pouilly-sur-Meuse è un comune francese di 211 abitanti situato nel dipartimento della Mosa nella regione del Grand Est.

## Società

### Evoluzione demografica
Abitanti censiti